# ADAC

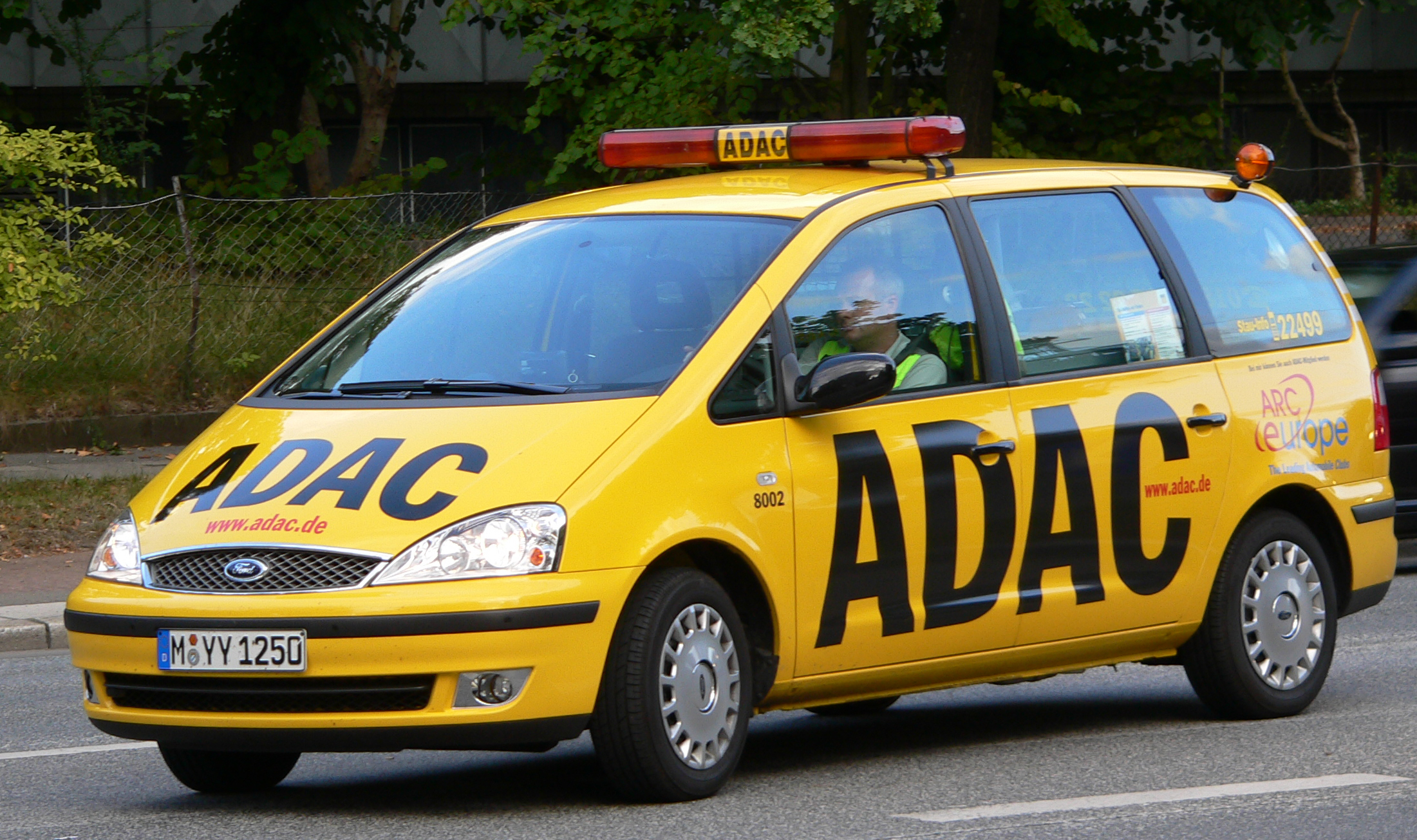
ADAC

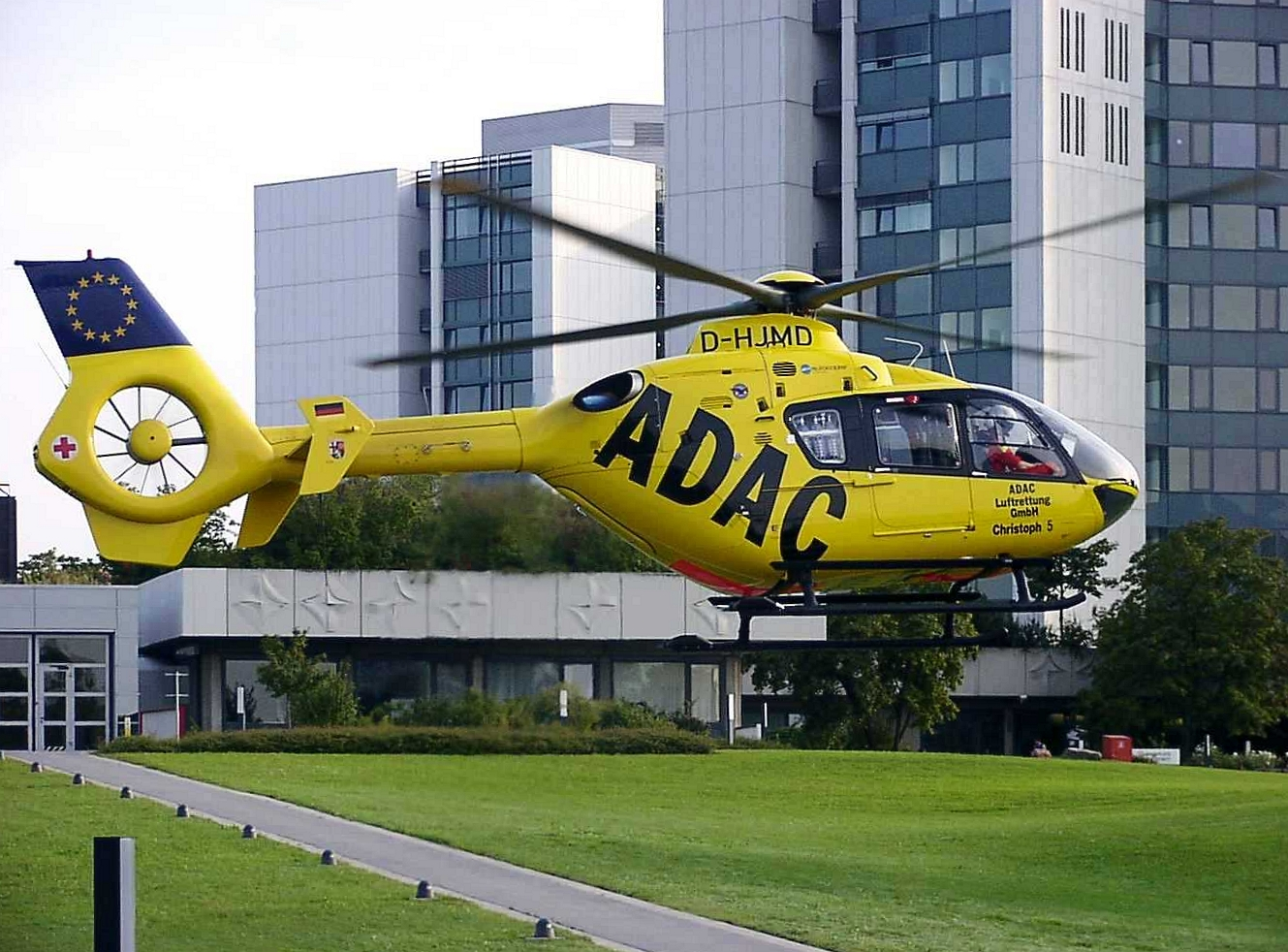
Elicopter de salvare

ADAC (în germană Allgemeiner Deutscher Automobilclub) este cel mai mare club automobilistic din Germania și Europa, cu peste 20 millioane de membri (ianuarie 2018). A fost înființat în 1903 în orașul Stuttgart. Este o organizație nonprofit, însă unele secții sunt organizate ca societăți comerciale pe acțiuni sau cu răspundere limitată. Sediul central se află în München.

## Literatură
- Hans Bretz: 50 Jahre ADAC im Dienste der Kraftfahrt. Allgemeiner Deutscher Automobil-Club, München 1953.
- 25 Jahre ADAC Gau 7a, Hamburg-Lübeck. 1904–1929. Festschrift. Allgemeiner Deutscher Automobil-Club / Gau Hansa, Hamburg 1929.
- ADAC-Adressbuch. Allgemeiner Deutscher Automobil-Club, München 1914.
- Technisches ADAC-Jahrbuch. Herausgegeben vom Allgemeinen Deutschen Automobil-Club e. V. München-Berlin, Reichsverband der Kraftfahrzeugbesitzer Deutschlands. ADAC, Augsburg 1933.
- Michael Dultz [Redaktion]: 100 Jahre ADAC. Bilder, Storys, Hintergründe. 1903–2003. ADAC Verlag, München 2003. ISBN 3-89905-149-1.